# 中華郵政
中華郵政（ちゅうかゆうせい）は、中華民国（台湾）において郵便事業および郵便貯金事業を行う公共事業体である。また民間では郵局（郵便局）と称される。

## 概要
中華郵政は従来は中華民国政府が運営しており、交通部郵政総局であった。組織改革によって2003年1月1日に公共企業に改組し、交通部が100%出資し株式を有する国営公司の中華郵政股份有限公司となった。また日本の郵政事業民営化とは異なり、郵便事業と郵便貯金事業の経営分離はなされていない。
郵政事業の開業日は清朝政府の大清郵政総局（1896年3月20日）とされており、同日は台湾における郵政記念日であり、2016年には郵政120周年記念事業が行われた。

## 台湾における郵政事業の歴史

### 第二次世界大戦前
- 1888年、清による台湾郵便が設立され、台湾での郵便事業が始まる。
- 1895年、日本が台湾を清朝より併合。台湾総督府設置。日本軍が野戦郵便局を台湾全土に23箇所設置。なお、この時期「台湾民主国」が独自の郵便事業を行い切手を発行していたが、鎮圧され短期間で終了した。
- 1896年、郵便條例施行、野戦郵便局を民政局通信課に移管。電信部門と合併。
- 1900年、郵便貯金業務を開始。
- 1901年、通信課を通信局に改称。
- 1914年、万国郵便連合(UPU)に加盟。
- 1919年、通信局を逓信局に改称。
- 1923年、皇太子（後の昭和天皇）台湾行啓（訪問）を記念して新高山（玉山）を描く記念切手2種を台湾島内および東京中央郵便局のみで発行。事実上の台湾地方切手となる。
- 1924年、逓信局と鉄道部を合併し交通局とし、下部組織として逓信部となる。この体制は第二次世界大戦終結まで続く。
- 1935年、内台航空郵便業務開始（福岡 - 那覇 - 台北）。
- 1936年、島内定期航空郵便業務開始、西部線（台北 - 台中 - 高雄）と東部線（台北 - 宜蘭 - 花蓮港）。

### 戦後
- 1945年8月15日、連合国に対し日本がポツダム宣言を受諾し降伏したことが玉音放送で発表される。
- 1945年10月21日、従来使用していた日本切手の在庫払底に対応するため3、5、10銭の台湾地方切手が発行される。
- 1945年11月3日に台湾の行政権が中華民国政府に移管され、郵政事業も移管。上記の台湾地方切手は発売停止となった。
- 1945年11月4日、前述の台湾地方切手の未発行も含む9種に「中華民国台湾省」と加刷された暫定切手が発行される。
- 1946年6月から中華郵政が発行した切手が発売されるようになる。ただし大陸との通貨制度の相違[3]のため、切手には「限台湾貼用」との表記が伴っていた[要出典]。
- 1949年、中国国民党が国共内戦に敗北し台湾に逃れる。電信部門を分離し，交通部郵政総局が管轄する中華民国台湾郵政管理局となる。
- 1972年、国際機関からの脱退の一環として万国郵便連合から中華郵政が脱退する。

### 21世紀
- 2003年、国家機関から公共企業に改組し、中華郵政となる。
- 2007年2月8日、中華民国総統陳水扁が台湾正名政策推進のため、中華郵政を改名し「台湾郵政」とすることを表明。翌2月9日、中華郵政工会が改名阻止を訴える抗議活動を行うが[4]、中華郵政の役員会で改名案が可決し2月12日に「台湾郵政」に改名された[5]。これにより「中華郵政股份有限公司設置條例」も改名された。
- 2008年8月4日、台湾郵政を再び中華郵政に改名した[6]。

## 特殊切手、消印

### 寄附金付切手
中華民国は中国本土時代に寄附金付切手を1920年、1944年、1948年の3回発行した。台湾に移ってからは以下の3回発行している（2024年6月現在）。
- 1954年10月1日に北ベトナム難民を援助するため発行された3種の切手が、台湾における初の寄附金付切手である（0.40元＋寄附金0.10元、1.60元＋寄附金0.40元、5元＋寄附金1元）[7]。
- 1999年11月1日、同年9月に発生した大地震により、寄附金付切手を発売（25元＋寄附金25元）[8]。
- 2009年10月9日、同年8月に発生した台風8号により甚大な被害を受けたため、寄附金付切手を発売（25元＋寄附金25元）[9]。

### 消印
2015年8月、台湾を襲った台風13号により台湾中山区華航大樓脇の赤と緑の郵便ポストが傾き「微笑萌郵筒」と呼ばれ人気の場所となる。可愛い消印(萌郵戳)が期間限定で使用される。

### オリジナル切手
写真データを持ち込むことによりオリジナル意匠の切手を作成出来る（日本でのフレーム切手に相当）。持ち込んだ写真部分に中華郵政の文字と切手額面は印字出来ない。

## 郵便番号(郵遞區號)
郵便番号は、3桁,5桁(3+2),6桁(3+3)いずれを使用してもよい。郵便番号を書いて貰うため封筒の裏には3桁の郵便番号一覧表が記載された。
- 5桁(3+2) 1970年3月20日から実施。前3桁は台湾の行政区に割り当てられている。後ろ2桁の99は私書箱を意味するが3+2では郵便局を指定出来ないため、信箱(私書箱番号)xxx-yyyのxxxで郵便局を区別する。
- 6桁(3+3) 2020年3月3日から実施。大口顧客の郵便物が6,7割を占めており6桁化により政府機関,学校,会社等の大口に対し個別番号の割当が可能になった。都市部では人口増加により振り分け段数が不足していた。

## 業務効率化
- 自動区分機(信函分揀機、包裹分揀機）
  - 1970年 最初の区分機3台を台北、高雄郵局に設置
  - 1976年 米国製包裹分揀機を台北包裏中心に設置
  - 1979年 米国製信函分揀機2台桃園航空郵件処理中心に設置
  - 2017年12月　臺中、高雄、臺南郵件處理中心の設備更新、OCRにより中国語住所の識別も可能。
- 桃園龜山に郵政物流園區、訓練中心を新設(2024年6月完工予定)[12]

## 中華郵政カラー(緑色)
中華郵政を代表する色は綠色で、制服、郵便配達車、郵便ポストはすべて緑色である(速達ポストは赤色)。緑色は平和の象徴で，青春、繁茂、安全、生き生きとした様子を表している。起源は清朝末期郵政を管轄するフランス人Alexandre Théophile Piryが19世紀末フランス郵政の色を採用したことによる(現在のフランス郵政公社では郵便ポストは光とスピードを象徴する黄色,服装は郵便鳥の紺色が使用されている）
現在も中華郵政職員は緑色の服装であり、「綠衣使者」または地域の公益活動も行っており「綠衣天使」とも呼ばれる。また警察官は「人民保母」とも呼ばれる。

### 2021年 夏服デザイン
實踐大學がデザインしたものが採用される。色は中華郵政を象徴する緑色をメインカラーとし、彩度をやや抑えて明るく落ち着いた雰囲気を出した。透氣、吸濕、排汗、快乾、免燙、防臭、抗UV、耐磨等特色を有し実用的な配慮がなされている。

## 採用試験
- 體能測驗　專業職は體能測驗で自身の体重に関係なく30kgの第140號郵袋(中に砂袋を入れたもの)を1分間に5mの距離を何回運べるか試験を実施。4回運搬で60点(以降1回毎に5点加算),12回運搬で100点満点となるが減点項目がある。[16]
- 郵遞業務(配達員)は応募時、普通重機(バイク250cc以下)及び普通小型車の免許が必要で年齢制限はない。

## 配達車両(郵差車)
- 電動スクータ　2018年1月15日1627台の電動スクータによるグリーンオートバイ部隊結成、2023年迄(6年間)に8946台を電動スクータに交換予定[17]

- モータバイク　1974年から郵政仕様「野狼125」機車使用,4サイクル,10馬力,ガソリン12L

- オフロードバイク　冬季10cm程度の雪が積もる合歡山への配達では、火,金曜日に花蓮國安郵局から大禹嶺へ車で移動後オフロードバイク(250cc)に乗り換え、数通の郵便を往復200kmの距離を配達。[18]

- 自転車　26インチ、荷台は大きな荷物が載せれるように長くなっている。初期のものは郵政博物館(中正区)に展示されている。

## 郵便故事
- 戦前住所または不完全な住所記載への配達

　通常なら直ぐに宛先不明で発信人に返送されるが、映画「海角七號」の影響によって郵便配達職員の努力により受取り人に配達または報道機関の協力によって当人を探し当てた場合、海角七號真實版としてニュースとなる

## 日本との関係
- 2024年10月29日 - 日本郵便九州支社と姉妹郵便局協定を結び、台北市内の2郵局（台北北門郵局・台北迪化街郵局）と熊本県内の4郵便局（熊本城東郵便局・西合志郵便局・菊陽久保田郵便局・室郵便局）が姉妹郵便局となった[24][25]。

## 備考

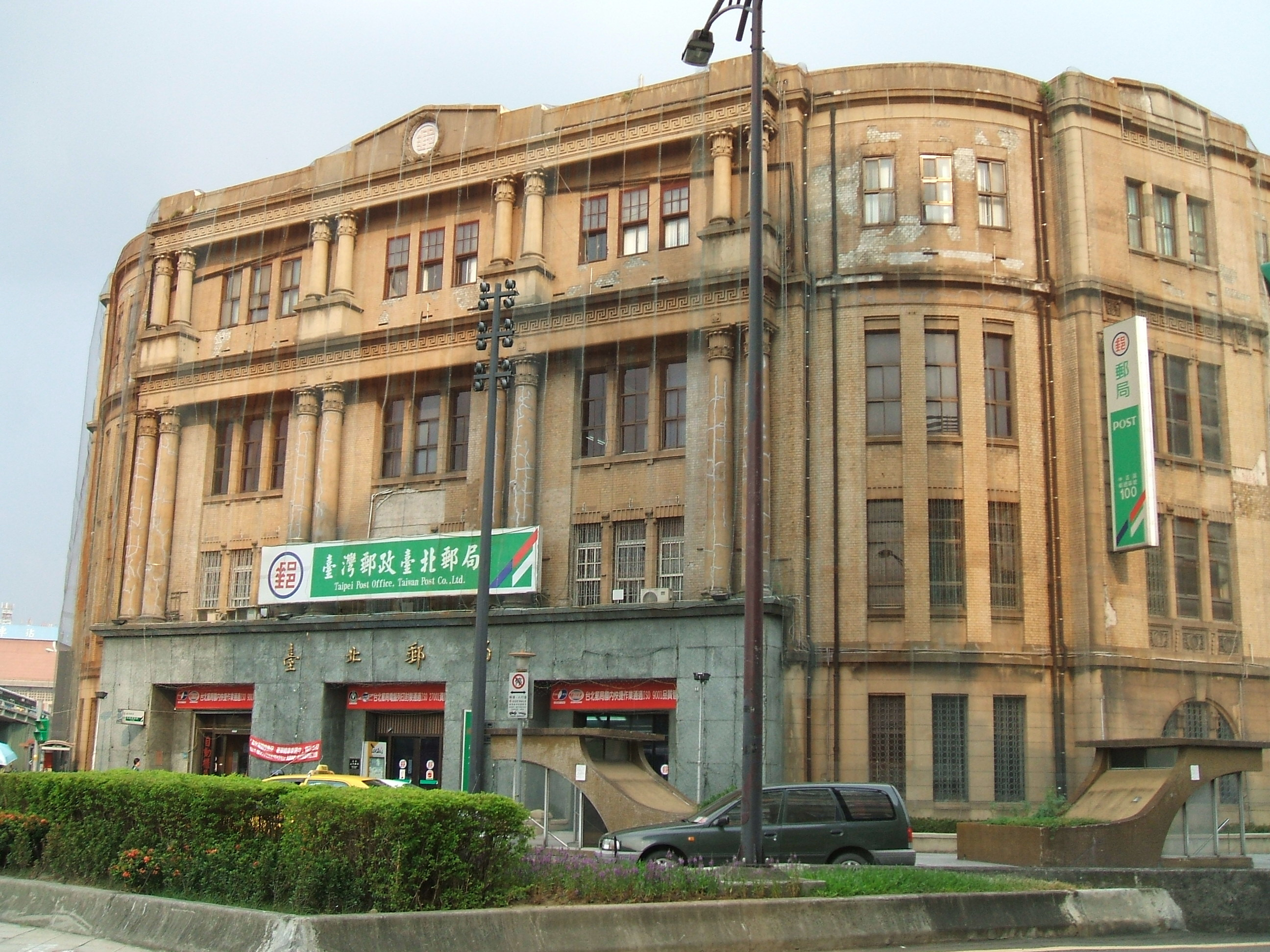
台北郵局（2007年撮影）

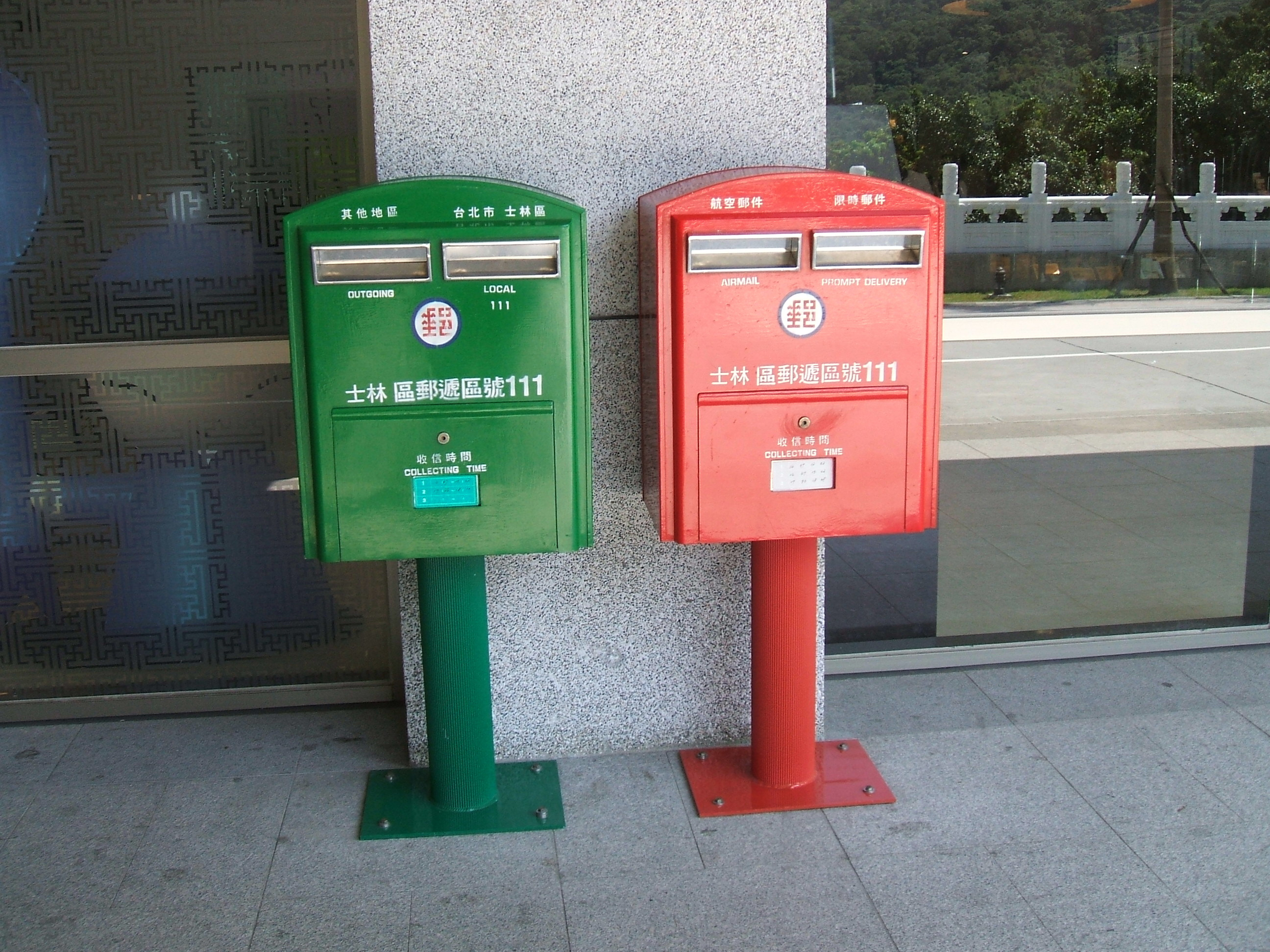
台湾のポスト

- かつて普通切手の題材として、中国全土（中華民国が領有権を主張するモンゴルも含む）地図や鄭成功の肖像、金門島の莒光樓といった大陸反攻を宣伝する図案が採用されていた時期がある。
- 台湾の切手の表記は「中華民国郵票」(REPUBLIC OF CHINA)であるが、横書きの場合、漢字表記が1997年までに発行された切手は、「票郵国民華中」と右書き表記であった。
- 2007年2月12日に中華郵政が台湾郵政に改称されたことに伴い、2007年5月24日以降に発行された切手の国名表記も「台湾」(TAIWAN)に変更された。しかし2008年5月20日に発行された中国国民党の馬英九新総統の就任記念切手から従来の国名表記に戻され、同年8月4日には社名も中華郵政に戻された[6]。ただし国名表記の英文は「REPUBLIC OF CHINA（TAIWAN）」と新たな表記になった。
- 若年層へのアピールに積極的なことでも知られており、2004年に制服や「同人概念郵票」と題する切手のデザインを公募したことで話題になった[26]。
- 中国においては中華人民共和国政府の中国郵政が郵便事業を行っている。なお、中国政府の国連代表権獲得を機に中華民国政府が各種の国際機関から脱退したため、台湾郵政も万国郵便連合（UPU）を1972年に脱退して以降加盟していないが、国際的郵便ネットワークから外されておらず、国際郵便を世界（中華人民共和国を含む）に差し出すことが可能である[27]がUPUを外れていることから直接の送受信はできず、第三国を経由する必要がある。また、国際返信切手券を使うことはできない[28]。
- 台北市にある台北郵局（郵便局）は、1930年の日本統治下に建造された近代折衷主義のコンクリート建造物で、昭和時代初期の建築様式を、今に伝えている文化財でもある。
- 切手や葉書など0.5台湾ドルの端数が付いているものがあるが、現在0.5台湾ドル硬貨が一般的に流通していないため、国内用官製葉書（2.5台湾ドル）のように自動販売機では2枚単位でしか購入できない場合がある。また窓口では切り上げ扱いとなり、0.5ドルの釣銭を支払わない場合が多い。
- 切手収集家からは中華郵政が発行する切手に対して台湾切手という呼称が用いられるが、これは大陸で発行した切手を中国切手（新中国切手とも）と呼ばれていることや、大陸で中華郵政が発行した切手（旧中国切手とも呼ばれる）と区別するためである。そのため、台湾の切手業者が発行した切手カタログも台湾切手という呼称が用いられている（例・「最新版台湾郵票目録」蟠龍郵票公司）。なお、世界的切手カタログであるスコットカタログでは、中華郵政の切手は大陸で発行された切手から続けて掲載されている。